# U.S. Navy Museum
Le U.S. Navy Museum (en français : Musée de la marine des États-Unis) est le musée principal de l'United States Navy. Créé en 1961, il est situé sur le Washington Navy Yard à Washington, aux États-Unis.